# Bombus fervidus
Bombus fervidus (saknar svenskt namn) är en insekt i överfamiljen bin (Apoidea) och släktet humlor (Bombus) som lever i Nordamerika.

## Beskrivning
Bombus fervidus är en långtungad humla med ett svarthårigt huvud som har en del gråa hår kring antennernas bas hos drottning och arbetare, respektive i ansiktet hos hanarna. Främre delen av mellankroppen och de fyra första (fem hos hanarna) tergiterna är gula, övriga är svarta, dock med en tunn gul rand vid kanten hos honorna. Längden varierar mellan 19 och 21 mm hos drottningarna, 10  16 mm hos arbetarna samt 11 till 20 mm hos hanarna.

## Ekologi
De övervintrande drottningarna kommer fram i början på april, arbetarna i början på maj, och hanarna i början på juli. I oktober upplöses kolonierna och alla djuren dör, utom de nya drottningarna som övervintrar i jorden.
Bombus fervidus besöker ett stort antal blommor, bland annat tistlar, solrosor, blåbärssläktet, häggmisplar, karaganer, morötter, tryar, pärlhyacinter, narcisser, timotejer, äpple, viden, maskrosor och tulpaner. Arten förekommer oftast på öppna, gräsbevuxna områden som ängar, skogsgläntor och vägrenar, men är ingenstans vanlig. Boet byggs vanligtvis på markytan men kan även vara underjordiskt.
Humlan är aggressiv, och försvarar sig aktivt mot inkräktare. Det förekommer att snylthumlor och andra angripare som försöker tränga sig in dränks i honung av arbetarna och körs ut ur boet. De kan även förfölja en inkräktare och sticka den upprepade gånger med gadden.

## Utbredning
Insekten har en utbredning från Québec och British Columbia i Kanada i norr, till Kalifornien, New Mexico och Georgia i USA i söder. Västerut går den till Stilla havskusten och den kaliforniska öknen.

## Bevarandestatus
Humlan är klassificerad som sårbar ("VU") av IUCN, och populationen minskar. Främsta skälet är habitatförlust till följd av det moderna jordbruket. Avsiktlig förstörelse av bon ovan jord eftersom de utgör ett hinder för boskapsskötsel samt påverkan av bekämpningsmedel är andra orsaker.